# BBÖ 1280
Die BBÖ 1280 waren elektrische Lokomotiven der Österreichischen Bundesbahnen BBÖ.

## Einsatzgeschichte
Durch die nach Osten fortschreitende Elektrifizierung von Innsbruck nach Salzburg und durch den ansteigenden Güterverkehr auch auf der Brennerbahn bestand neuerlich Bedarf an Güterzug-Lokomotiven. Da einerseits das Potential der elektrischen Traktion erkannt und andererseits der Oberbau verstärkt worden war, konnten 1926 stärkere und etwas schwerere Lokomotiven als die Reihen 1080/1080.1 beschafft werden.
Der elektrische Teil der insgesamt 22 Lokomotiven wurde von der AEG-Union geliefert.
Der mechanische Teil des ersten und dritten Bauloses wurde von der Lokomotivfabrik der StEG, die des zweiten und vierten Loses von der Lokomotivfabrik Floridsdorf gebaut, da die StEG-Fabrik in der Zwischenzeit geschlossen wurde. Das Aussehen der Fahrzeuge war nun noch mehr kastenförmig als das der Reihe 1080.1 und unterschied sich je nach Hersteller in der Gestaltung des Kastens.
Mit Auslieferung der Reihe 1170.2 Mitte der 1930er-Jahre verloren die Maschinen zunehmend ihre Bedeutung im Güterverkehr. Sie wurden fortan mehr im Verschub und für Verschubgüterzüge verwendet, leisteten aber zumindest in den 1950er Jahren noch Personenzugsleistungen in Kärnten.
Die Deutsche Reichsbahn bezeichnete die Fahrzeuge mit E 88.2. Zwei Loks gingen während des Zweiten Weltkriegs verloren. Ab 1953 kehrte die ÖBB zur Ursprungsbezeichnung zurück. Die Maschinen wurden bis 1976 ausgemustert. Es wurden noch einige Loks als Vorheizanlagen weiterverwendet, wurden aber inzwischen verschrottet. 1280.14 war für das Österreichische Eisenbahnmuseum vorgesehen, konnte aber von der ÖGEG gekauft werden. Sie befindet sich heute im schlechten, aber kompletten Zustand im Eisenbahnmuseum Ampflwang.

## Technik

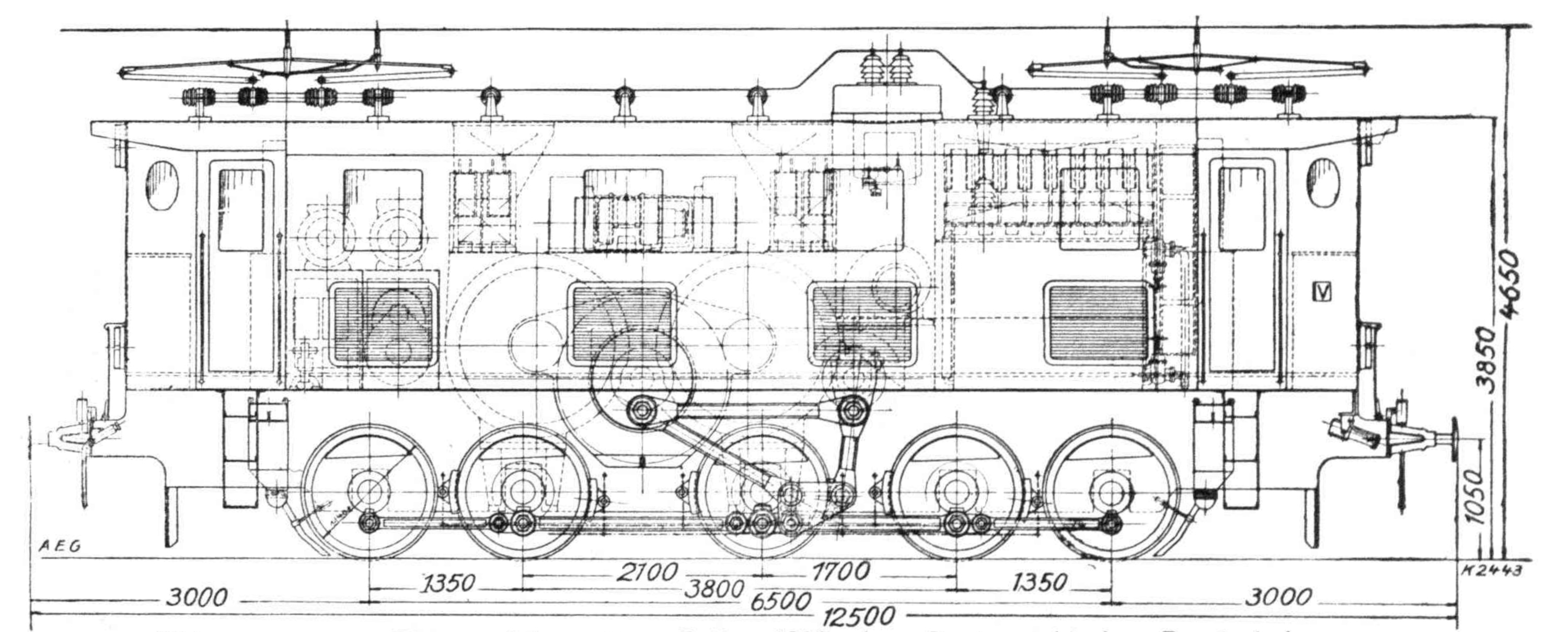
Werkzeichnung der Reihe 1280

Die Lokomotiven wurden aus Gewichtsgründen mit Innenrahmen und so kurz wie möglich gebaut. Alle fünf Triebachsen waren im Hauptrahmen gelagert, wobei die äußeren Kuppelachsen um je 18 mm seitenverschiebbar waren. Die mittlere Kuppelachse hatte um 10 mm geschwächte Spurkränze. Damit konnte ein vernünftiger Kurvenlauf auch in den engen Bögen der Bergstrecken erreicht werden. Die komplette Abfederung der beiden Motore (Doppelmotoren) sollte die Oberbaubeanspruchung trotz der gestiegenen Masse in Grenzen  halten. Als Antrieb wurde zum ersten (und einzigen) Mal in Österreich der in Ungarn weit verbreitete Kandó-Gelenkrahmenantrieb („Kandó-Dreieck“) gewählt.  Der Antrieb bewährte sich jedoch bei den 1280 nicht, er war sehr wartungsaufwändig und führte oft zu Schäden. Auch durch diverse Umbauten konnte er nicht verbessert werden, sodass die Lokomotiven oft wahre Bocksprünge vollbrachten und mit der Zeit Schäden an Lagern und Gehäuse aufwiesen. Die Steuerung erfolgte über eine Schützensteuerung mit 21 Fahrstufen.

## Modelle

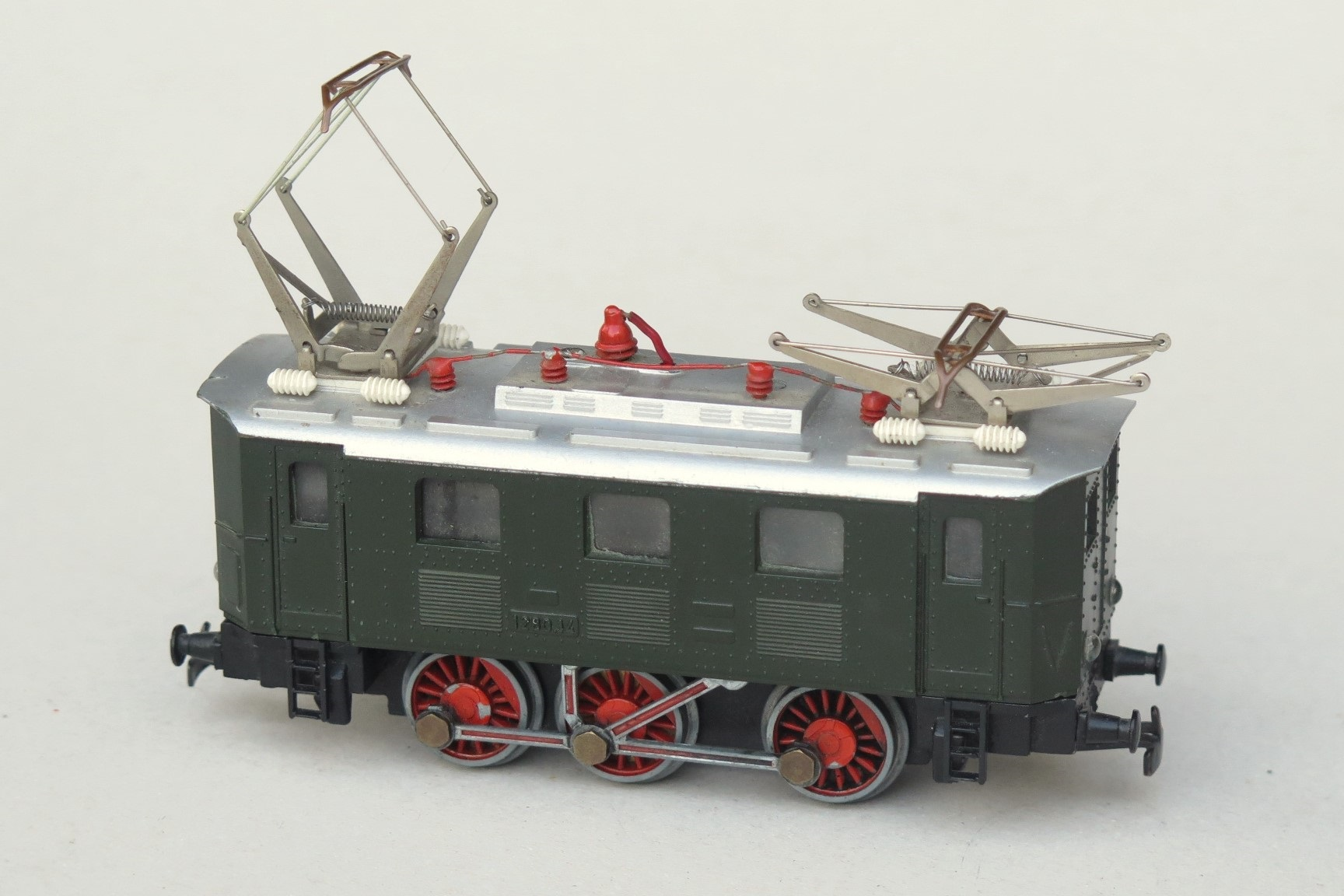
Kleinbahn-Modell mit drei Achsen

Der Wiener Modellbahnhersteller Kleinbahn brachte Anfang der 1960er Jahre ein auf drei Achsen verkürztes Modell der heutigen Museumslok 1280.14 heraus, welches vielfach Teil von Startpackungen war und sich bis zuletzt im Sortiment befand. Anfang 2025 brachte der Hersteller Jägerndorfer ein maßstäbliches Modell in Baugröße H0 auf den Markt.